# 知礼
四明知礼（960年-1028年），俗姓金，字約言，又称法智大师、四明尊者、四明大师，宋朝四明〈今浙江鄞县〉人，天台宗祖師。宋真宗賜號「法智大師」。因長住四明延慶寺，故世稱「四明尊者」、四明大法師。天聖六年（1028）正月初一日，建金光明懺七日，至第五日，結跏趺坐。召大眾說法華，稱唸阿彌陀佛數百聲示寂。壽六十九，僧臘五十四夏。荼毘後舍利五色，不知其數。仁宗明道二年（1033）七月二十九日，奉靈骨起塔於南城崇法院後。

## 生平
其早年于太平兴国寺出家，15岁受具足戒，研究律宗。后从天台螺溪传教院义通学习天台宗教义。北宋淳化二年（991年）住乾符寺，设坛讲席。景德元年（1004），撰《十不二门指要抄》、《别理随缘二十间》、《问难书》、《诘难书》、《问疑书》、《复问书》等与庆昭争辩。后经智圆请钱塘太守调停告息。知礼继承天台宗智顗、湛然学说，并认为唯独“理具随缘”才为圆极。門徒甚眾，較著名者，有尚賢、本如、梵臻等卅餘人。

## 弟子
- 神照本如

## 著書
- 「十義書」
- 「觀心二百問」
- 「觀無量壽經疏妙宗鈔」
- 「金光明玄義拾遺記」
- 「觀音義疏記」
- 「修懺要旨」
- 「金光明最勝懺儀」
- 「千手眼大悲心咒行法」（大悲懺）

## 外部連結
- 金光明懺法 （页面存档备份，存于）